# تئودور فون التز
تئودور فون التز (انگلیسی: Theodore von Eltz؛ ‏۵ نوامبر ۱۸۹۳ – ۶ اکتبر ۱۹۶۴) بازیگر اهل ایالات متحده آمریکا بود.
از فیلم‌هایی که وی در آن نقش داشته است، می‌توان به رقاص‌های پنج سنتی، قانون هیچ‌کس، آیا لازم است مردان بلندقد ازدواج کنند؟، راپسودی در بلو، گروهبان یورک، در صحنه، خواب ابدی، وسوسه باشکوه، جهان‌های خصوصی، نیروی هوایی، کیتی فویل، از وقتی تو رفتی، ماری آنتوانت، اسرار اشاره کرد.